# پاشنه‌مگس‌واران
پاشنه‌مگس‌واران (نام علمی: Oestroidea) نام یک بالاخانواده از subsection غلافک‌داران است.